# Asanace a přestavba Smíchova

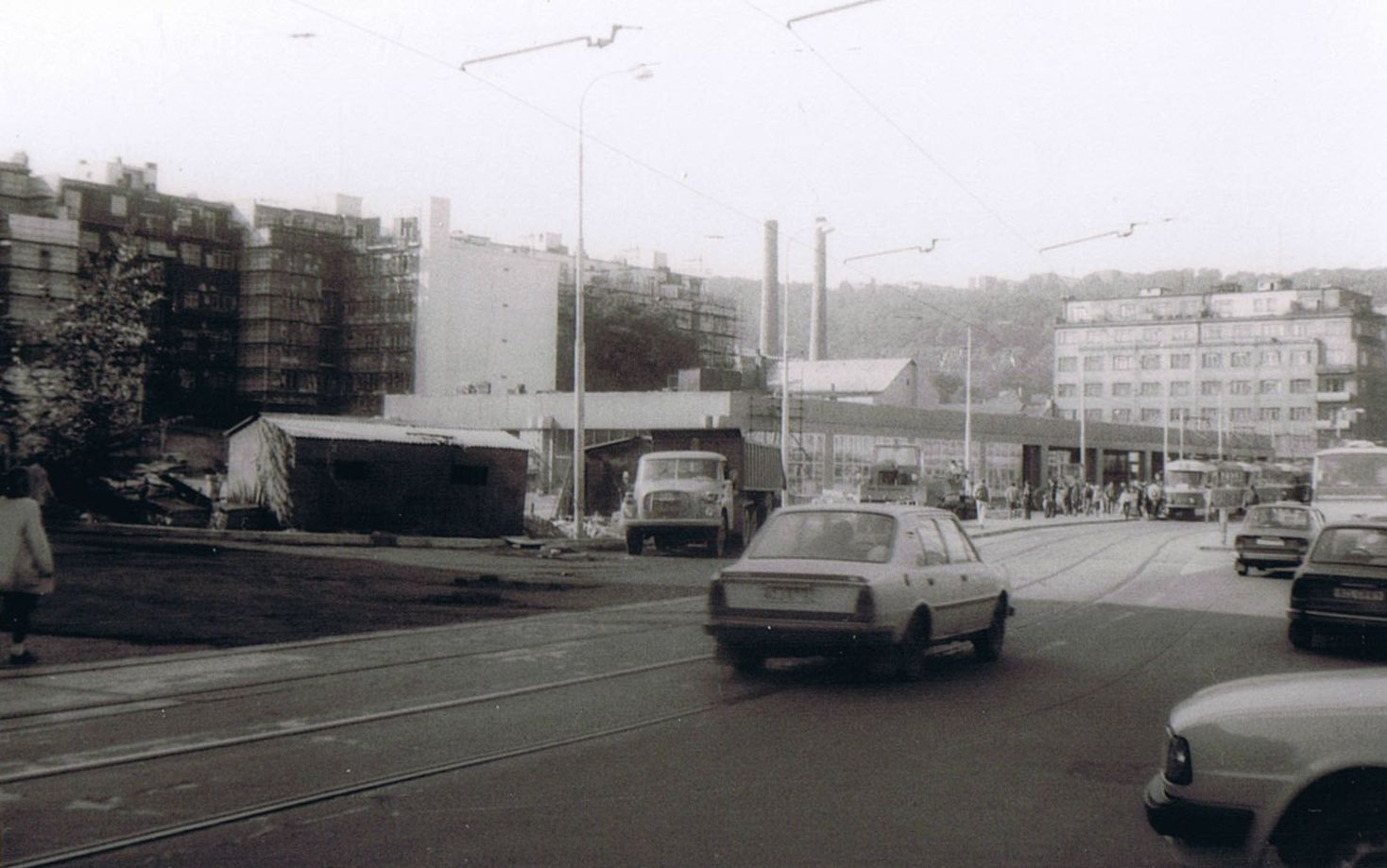
Vestibul stanice metra Anděl (dříve Moskevská) nahradil roh domů. Demolice celých bloků byla v případě Smíchova plánována již od 60. let 20. století, uskutečněna byla ale pouze z části.

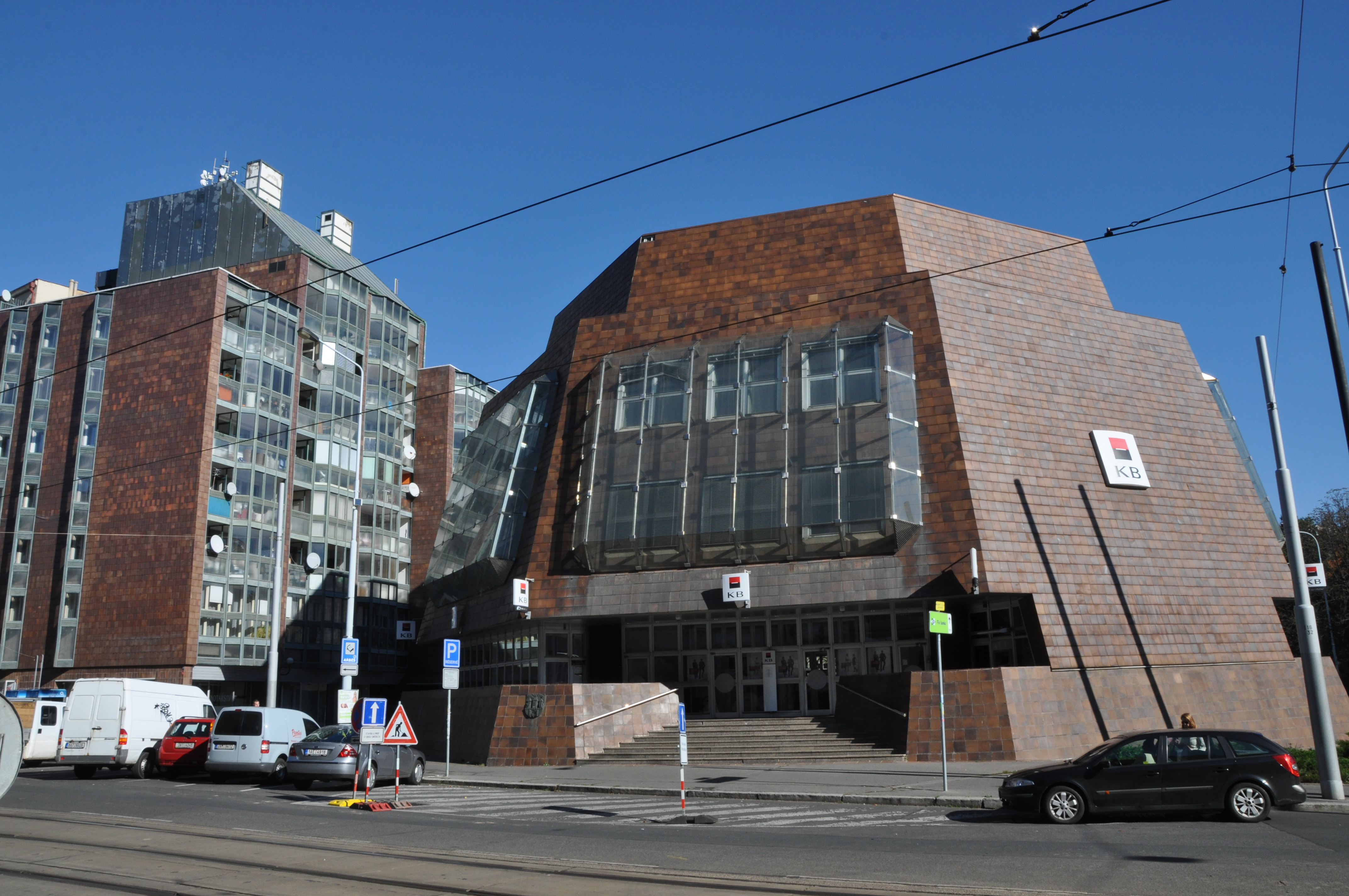
Uskutečněná část přestavby, budovy dle architekta Karla Pragera.

Asanace a přestavba Smíchova předpokládala zbourání bytových domů a průmyslových areálů na pražském Smíchově. Byla připravována v období od 60. do 80. let 20. století, nebyla nicméně nikdy zcela uskutečněna. V rámci dějin Prahy i této lokality došlo jen k menším demolicím a přestavbám. 
Důvodů k tomuto plánu bylo několik. Město tehdy potřebovalo nahradit stárnoucí a tehdejším potřebám bydlení nevyhovující bytový fond, který sestával především z činžovních domů přelomu 19. a 20. století. Dále se jevila potřeba přesunout továrnu společnosti ČKD mimo střed města (a tedy její areál nahradit něčím potřebnějším) a v neposlední řadě dále výstavba nových silničních komunikací, resp. městského okruhu (tzv. vnitřního okruhu) a k tomu navazujících mimoúrovňových křižovatek.

## Historie
Myšlenka vybourání velkých částí Pražského Smíchova se objevovala po druhé světové válce dlouhodobě. V 50. letech měl být Smíchov přestavěn v duchu plánovaných měst ve stylu socialistického realismu. V územním plánu Prahy z roku 1964 například měla vzniknout tranzitní komunikace ve směru východ-západ přes Smíchov, a to zhruba v trase současných ulic Jindřicha Plachty a Bozděchova. S ulicí Radlická by byla spojena mimoúrovňovou křižovatkou, stejně jako s nábřežím Vltavy. Kolem silnice měl vzniknout rozsáhlý pruh prostý jakékoliv obytné zástavby. Zlikvidována měla být i původní továrna ČKD (později přestavěná na přelomu 20. a 21. století na obchodní centrum) a nahrazená obchodem a službami. V prostoru jižně od ulice Vltavská až k Železničnímu mostu neměly být žádné obytné domy.
Ve směrném územním plánu z roku 1971 byla představa rychlostní komunikace vedené napříč pražským Smíchovem odstraněna, nová silnice měla vzniknout tam kde stojí dnes ulice Kartouzská a V Botanice (v podstatě tedy plán předvídal současný stav). I nadále se nicméně počítalo se zbouráním původní továrny ČKD. Odstraněn měl být nově blok domů od křižovatky Anděl až po ulici Svornosti, kde mělo vzniknout nové centrum služeb. 
V roce 1976 další pražský územní plán předpokládal demolice celých bloků domů okolo ulic Holečkova dále prostoru mezi Kinského zahradou a Arbesovým náměstím, téměř všech domů jižně od Lidické ulice a několika bloků u Santošky. Mezi Plzeňskou a Vrchlického ulicí mělo být také vybouráno několik bloků domů. Nezměněny by tak byly jen domy přiléhající víceméně k vltavskému břehu. 
Demolice se měly rozšířit i do údolí Motolského potoka, kde např. Karel Prager navrhl svoji vizi města nad městem. Právě Prager se významně podílel na vizi, jak by měl po bouráních a přestavbách Smíchov vypadat. Spolupracoval s Ivem Obersteinem, který projektoval sídliště Jihozápadní město. Prager předpokládal, že se Smíchov promění v centrum služeb, nové domy měly vzniknout především v areálu (dnes již bývalé) továrny ČKD. Už tehdy plán předpokládal vznik pěší zóny okolo křižovatky Anděl. Pěší zóna byla skutečně v roce 2005 i zrealizována.
Obdobný rozsah bourání převzal i poslední plán z doby komunistického režimu z roku 1986. Do té doby však demoliční práce byly uskutečněny jen na křižovatce Anděl (kvůli výstavbě stanice metra Moskevská, dnes Anděl) a dále v prostoru ulice V Botanice, kde vyrostla brutalistní budova banky. Několik domů bylo strženo také kvůli jižnímu vyústění Strahovského tunelu.
Po roce 1989 nicméně byl celý původní záměr revidován a k dalším demolicím na Smíchově již nedošlo.